# Sadio Doumbia
Sadio Doumbia (ur. 12 września 1990 w Tuluzie) – francuski tenisista.

## Kariera tenisowa
W 2021 roku zadebiutował w imprezie wielkoszlemowej podczas turnieju French Open w grze podwójnej. Startując w parze z Fabienem Reboulem odpadł w pierwszej rundzie.
Zwycięzca czterech turniejów z ośmiu rozegranych finałów o randze ATP Tour w grze podwójnej.
W rankingu gry pojedynczej najwyżej był na 250. miejscu (7 listopada 2016), a w klasyfikacji gry podwójnej na 30. pozycji (4 marca 2024).

### Finały w turniejach ATP Tour
| Legenda                                      |
| -------------------------------------------- |
| Wielki Szlem                                 |
| Igrzyska olimpijskie                         |
| Tennis Masters Cup / ATP Finals              |
| ATP Masters Series / ATP Tour Masters 1000   |
| ATP International Series Gold / ATP Tour 500 |
| ATP International Series / ATP Tour 250      |

#### Gra podwójna (4–4)
| Końcowy wynik | Nr | Data             | Turniej     | Nawierzchnia  | Partner       | Przeciwnicy                              | Wynik finału      |
| ------------- | -- | ---------------- | ----------- | ------------- | ------------- | ---------------------------------------- | ----------------- |
| Finalista     | 1. | 12 lutego 2023   | Córdoba     | Ceglana       | Fabien Reboul | Máximo González Andrés Molteni           | 4:6, 4:6          |
| Zwycięzca     | 1. | 26 września 2023 | Chengdu     | Twarda        | Fabien Reboul | Francisco Cabral Rafael Matos            | 4:6, 7:5, 10–7    |
| Zwycięzca     | 2. | 4 lutego 2024    | Montpellier | Twarda (hala) | Fabien Reboul | Albano Olivetti Tristan-Samuel Weissborn | 6:7(5), 6:4, 10–6 |
| Finalista     | 2. | 11 lutego 2024   | Córdoba     | Ceglana       | Fabien Reboul | Máximo González Andrés Molteni           | 4:6, 1:6          |
| Finalista     | 3. | 7 kwietnia 2024  | Estoril     | Ceglana       | Fabien Reboul | Gonzalo Escobar Ołeksandr Nedowiesow     | 5:7, 2:6          |
| Zwycięzca     | 3. | 21 kwietnia 2024 | Bukareszt   | Ceglana       | Fabien Reboul | Harri Heliövaara Henry Patten            | 6:3, 7:5          |
| Zwycięzca     | 4. | 24 września 2024 | Chengdu     | Twarda        | Fabien Reboul | Yuki Bhambri Albano Olivetti             | 6:4, 4:6, 10–4    |
| Finalista     | 4. | 1 marca 2025     | Acapulco    | Twarda        | Fabien Reboul | Christian Harrison Evan King             | 4:6, 0:6          |